# Bharat Biotech
Bharat Biotech International Limited är ett indiskt läkemedelsföretag med huvudkontor och tillverkning i Hyderabad i delstaten Telangana. Det utvecklar och tillverkar läkemedel, vacciner och medicintekniska produkter.
År 2019 köptes Chiron Behring Vaccines Pvt Ltd i Ankleshwar i Gujarat av Glaxo Smith Kline.

## Vaccin mot covid-19
Huvudartikel: Covaxin
Bharat Biotech har i samarbete med Indian Council of Medical Research utvecklat vaccinkandidaten Covaxin, eller BBV152, som är baserad på en inaktiverad helvirion. Det är ett av tre vaccinkandidater som per mitten av december 2020 hade ansökt om akutlicens hos Drugs Controler General of India. De två andra ansökningarna har inlämnats av Pfizer respektive Serum Institute of India.
Fas III-studier inleddes den 17 november 2020.
Vaccinet godkändes av indiska myndigheter för akutanvändning den 3 januari 2021.
|-